# 自来也忍法帖
『自来也忍法帖』（じらいやにんぽうちょう）は、1965年に発表された山田風太郎の時代小説。忍法帖シリーズの一作。『週刊漫画サンデー』（実業之日本社）に連載された。

## あらすじ
江戸城内、将軍家斉の面前で藤堂藩の嫡男・蓮之介が怪死する。藤堂藩お家断絶の危機に幕府より、将軍徳川家斉の三十三番目の世子を藤堂家に婿入りさせることを提案される。ところが、花婿の徳川石五郎は唖（おし）であった。

## 主な登場人物

### 藤堂家
藤堂 蓮之介（とうどう れんのすけ）
伊勢藤堂藩三十二万石の跡取り。江戸城内において、将軍家斉と中野石翁の御前で怪死する。
鞠姫（まりひめ）
藤堂蓮之介の妹。美しく気丈な姫。石五郎の花嫁となるが、兄・蓮之介の怪死を、幕府の陰謀と信じている。
藤堂和泉守 (とうどういずみのかみ）
伊勢藤堂藩三十二万三千九百五十石の藩主。
綱手の方 (つなでのかた）
藩主藤堂和泉守の御国御前。藤堂竜丸の母。（三すくみの「なめくじ」）
藤堂 竜丸（とうどうたつまる）
蓮之介亡きあとの藤堂家唯一の男子。数え年で二歳。
徳川 石五郎（とくがわ いしごろう）
将軍家御曹司。家斉の寵姫お美代の方の息子にして、家斉三十三番目の世子。唖（おし）・白痴だが祖父・中野石翁により藤堂家に婿入りする。

### 幕府
徳川 家斉 (とくがわ いえなり)
徳川家十一代将軍。五十四人の子女をもつ。
中野 石翁 (なかの せきおう)
家斉の第一の寵臣。家斉の愛妾お美代の方の養父にして石五郎の祖父。

### 忍者
甲賀 蟇丸（こうが がままる）
甲賀忍者。徳川石五郎の幼少からの教育係。（三すくみの「かえる」）
服部 蛇丸（はっとり へびまる）
伊賀忍者の末裔の一族・藤堂藩無足人組の首領。伊賀国を服部一族に取り戻す野望をもつ。（三すくみの「へび」）
阿波 隼人（あわ はやと）
無足人組の一人。蛇丸に叛逆し殺されたが…。
お丈（おじょう）、お塔（おとう）、お津賀（おつが）、お戒（おかい）
無足人組のくノ一。藤堂蓮之介を忍法精水波にかけた五人のくノ一の内の四人。
お貞（おてい）
無足人組のくノ一。阿波隼人の妹。藤堂蓮之介を忍法精水波にかけた五人のくノ一の一人だが、蓮之介の死後自害する。
茜（あかね）
無足人組のくノ一。阿波隼人の許嫁。服部蛇丸によって、石五郎を忍法精水波にかける最初の一人に命じられる。
自来也（じらいや）
謎の忍者。服部無足人組の野望の邪魔をする、と宣言する。

## 作中に登場する忍法
忍法精水波（せいすいは）
この忍法をかけられた五人の女と交わった男は、毎夜その中の一人と交わらなければ、禁断症状におち入り悶死する。
忍法浮寝鳥（うきねどり）
水の上を歩く。
忍法死人谺（しびとこだま）
気絶した者や死人を動かし発声させる。
忍法月の羽衣（つきのはごろも）
布をまとうと、月夜に姿が見えなくなる。
忍法血縄（ちなわ）
血のついた縄を投げると、相手に貼り付いて離れない。
忍法蘭奢待（らんじゃたい）
斬った腕や足が生きているように動く。
忍法舌轆轤 (したろくろ）
口交した相手の舌を変形させる。
忍法乳しぼり (ちちしぼり）
女の血液を愛液に変える。
忍法くノ一蝋燭（くのいちろうそく）
毛穴から油を出し、両手の爪を擦り合わせ発火、一面を炎の海となす。
忍法髪文字（かみもじ）
髪の毛を風に飛ばすと、文字になる。

## 作品の題材・原典
- 伝奇物語『児雷也豪傑譚』

## 映像化
1995年、キングレコードで映画化された。タイトルは『くノ一忍法帖V 自来也秘抄』であり、一連の『くノ一忍法帖』シリーズの扱いになっている。